# Sydafrikanske republik
|  | Denne artikel er omkring det tidligere land i Afrika. For det nuværende land, se Sydafrika |
Den sydafrikanske republik (afrikaans: Zuid-Afrikaansche Republiek, ZAR), ikke at blive forvekslet med Republikken Sydafrika, udgjorde en statsdannelse sammenfaldende med det område som både tidligere og senere har været kendt som Transvaal, først fra 1857 til 1877, og igen, efter et vellykket boeroprør mod det britiske overherredømme, fra 1881 frem til den blev okkuperet af briterne i 1900 under den anden boerkrig. Den første præsident i den sydafrikanske republik var Marthinus Wessel Pretorius. Han blev først valgt i 1857. Den mest kendte og den anden præsident var Paul Kruger som blandt andet grundlagde Kruger Nationalpark
Hovedstaden var Pretoria (grundlagt 1855), selv om Nelspruit en kort periode tjente som sæde for regeringen. Parlamentet, Volksraad (folkerådet), havde 24 medlemmer.

## Historie

### Baggrund
Landet hinsides floden Vaal var i begyndelsen af 1800-tallet beboet af bantufolk samt, længst mod sydvest, af nomadiske khoikhoi-folk og sanfolk. Kort efter 1817 blev området udsat for omfattende hærgninger forestået af matabelefolket under høvdingen Mosilikatse, som var raget uklar med den zuluhøvdingen Tschaka og som derfor af sikkerhedsmæssige grunde ønskede at etablere et bredt ubeboet bælte mellem sine nye bopladser og Tschakas rige. De få tilbageværende af de oprindelige indbyggere valgte at trække sig tilbage til bjergområderne i det nordlige Transvaal (Waterberg og Zoutpansberg).

### De første boere
Få år efter, i 1835 og 1836 drog de første skarer af boere, under ledelse af L. Trichard, J. van Rensburg og A.H. Potgieter, der var utilfredse med den engelske Kapregering, over Oranje og Vaal-floden, og nogle trængte endog helt op til egnen om det nuværende Zoutpansberg. Som følge heraf trak matabelerne under deres leder Mosilikatse sig tilbage til områderne nord for Limpopofloden. Potgieter grundlagde i 1838 byen Potchefstroom og oprettede en form for løs lokal myndighed i forbindelse med boerne syd for Vaal (i Winburg) og med boerne i Natal.
En ny og større indvandring fandt sted i 1848, efter at boerne i Oranje havde lidt nederlaget ved Boomplats mod englænderne, og de indvandrede dannede en republik under navnet Transvaal. Derved blev kolonisationen udvidet mod øst til Lydenburg og Zoutpansberg, hvortil også Potgieter flyttede, mens andre boere slog sig ned omkring Potchefstroom, hvor dei 1848 fik Andries Pretorius, som tidligere havde været aktiv i Natal, som deres nye leder.

### Sand River-konventionen
I begyndelsen gjorde englænderne fordring på overherredømmet over Transvaal lige som over Oranjefristaten, men den 17. januar 1852 indgik Pretorius og de britiske myndigheder Sand-River-konventionen (Sand river convention) hvorved briterne anerkendtes den ny republik, idet boerne hinsides Vaal fik ret at "styre sig selv efter egne love uden nogen britisk regerings indblanding" på betingelse af, at de forpligtede sig til blandt andet ikke at holde slaver samt at sikre rejsende og handlende frihed inden for sit område. Dette områdes grænser mod øst og vest blev ikke præciserede i konventionen. Kort efter tilsluttede også Potgieter sig denne aftale, og den kunne derfor ratificeres i Rustenburg den 16. marts samme år af den folkerepræsentation (volksraad), som i henhold til en i 1849 vedtaget forfatning, kaldet "de 33 artikler", skulle være Transvaalboernes højeste myndighed.
Både Potgieter og Pretorius døde i 1853, og den nye stat var i en periode opdelt i fire af hinanden ret uafhængige distrikter, Potchefstroom, Lydenburg, Zoutpansberg og Rustenburg. Rådets centrale myndighed var nominel, og i realiteten blev magten i hver af distrikterne udøvet af den stedlige militære leder (commandant-general). Pretorius’ søn, Marthinus Wessels Pretorius var commandant-general i Potchefstroom og Rustenburg og forsøgte ihærdigt og med et vist held at få oprettet en stærk central myndighed. I juli 1855 blev han valgt som den første præsident i den Sydafrikanske Republik, som den nye stat nu officielt blev kaldt, men indre modsætninger lammede ofte hans myndighed, som ellers var blevet nærmere fastlagt ved en i december 1856 af en folkeforsamling i Potchefstroom. Den nye forfatning blev imidlertid ikke vedtaget af boerne i Zoutpansberg og Lydenburg, og Pretorius forsøgte derefter at styrke sin stilling ved at i januar 1857 foretage et angreb mod Oranjefri-staten for derved at tvinge denne til at forene sig med Transvaal.
Projektet mislykkedes, men i Transvaal blev genforeningsbestræbelserne genoplivet, de fire distrikter blev genforenede, og det blev besluttet, at den i 1855 grundlagte by Pretoria, der havde navn efter den ældre Pretorius, skulle være centralregeringens sæde. Splittelsen var blevet fremmet ved den kirkelige splittelse mellem på den ene side den hollandsk-reformerte kirkes tilhængere og på den anden side en gammeltroende sekt, doppers, som blandt andre talte Paul Krüger. Pretorius fortsatte imidlertid sine bestræbelser på at etablere en union med Oranjefristaten og lod sig i 1860 vælge til dennes præsident, og da unionsbestræbelserne fortsat mødte modstand i Transvaal, frasagde han sig præsidentposten der. Der efter fulgte en række år prægede af forvirring og partistrider mellem to udpegede præsidenter i Transvaal, til Pretorius i 1863 opgav sin nye præsidentpost og vendte tilbage til Transvaal for der i maj 1864 at blive præsident på ny med Krüger som hele republikkens commandant-general ved sin side. Han gjorde også et forsøg på at udvide Transvaals område mod øst til havet ved Delagoa Bay i 1868, men dette stødte på både britisk og portugisisk modstand og måtte opgives. Heller ikke et forsøg på mod vest at annektere Tati-guldfeltet og andre dele af Bechuanaland efter opdagelsen af diamantfund ved Vaal-floden; disse områder blev ved Natalguvernøren Keates afgørelse i oktober 1871 tilkendt griquahøvdingen Waterboer, som efterfølgende blev britisk borger. Afgørelsen og den dermed forbundne utilfredshed fik i november 1871 Pretorius til at træde tilbage som præsident.
Pretorius blev i 1872 efterfulgt af Th. Fr. Burgers, under hvis ledelse Transvaals finanser blev fuldstændigt ødelagt og anarkiet i landet voksede.

### Nyt britisk annektionsforsøg
I en længere årrække havde Transvaal haft fred for englænderne, men i det indre førtes der uafladelige kampe med de indfødte kaffere under ledelse af deres høvding Sekukuni ved Lydenburgdistriktets østlige grænse, og efter et nederlag i 1876 var faren for en almindelig nedsabling af alle de hvide så stor, at boerne påkaldte Englands hjælp. Som svar herpå sendte den britiske koloniminister lord Carnarvon i januar 1877 sir Th. Shepstone som sin repræsentant til Transvaal med bemyndigelse til at annektere landet, hvis situationen skulle kræve det. Shepstone mente, at boerne ikke selv kunne modstå Cetewayos allerede forberedte angreb, at statskassen i bogstaveligste forstand var tom og at befolkningen nægtede at betale de skatter, som regeringen havde pålagt dem. Hans forslag om en føderativ ferening med de britiske kolonier blev afvist af folkerådet, og de forslag om en alliance med Tyskland, som Burgers skulle have fremsat, foruroligede de britiske myndigheder. Shepstone udfærdigede den 12. april 1877 en proklamation om Transvaals annektering, dog med et løfte om at det skulle "forblive en særskilt styrelse med egne love og lovgivningsmyndighed" samt nyde "de fuldstændigste lovgivningsprivilegier, som er forenelige med landets omstændigheder og befolkningens intelligens". Burgers protesterede, men tog imod en britisk pension.
Shepstone overtog som administrator styrelsen med Krüger som medlem af sit eksekutivråd. Boernes vrede over annekteringen voksede så snart, den direkte fare for et kafferangreb var afværget. Krüger og P. Joubert rejste i maj 1878 til London for at fremføre en protest, men fik i august som svar, at annekteringen ikke ville blive kaldt tilbage. Krüger mistede sin plads i eksekutivrådet. Vreden blandt boerna voksede yderligere, da den af Sydafrikas "high commissioner" sir Bartle Frere lovede frisindede forfatning udeblev. General Wolseley, som efter sejren over Cetewayo overtog den militære ledelse i Sydafrika, tvang i december 1879 Sekukuni til underkastelse og forsøgte i offentlige taler at overbevise boerne om, at annekteringen ikke kunne tilbagekaldes, men den skarpe kritik, som Gladstone under sin valgkampagne i Midlothian havde rettet mod annekteringspolitikken, forstærkede boernes forhåbninger, især efter at Gladstone i april 1880 var blevet premierminister. Den nye koloniminister Kimberley tilkendegav imidlertid i maj, at den britiske suverænitet over Transvaal "under ingen omstændigheder kunne opgives". Transvaals britiske administrator, sir O. Lanyon, som i 1879 efterfulgte Shepstone, krævede i november 1880 i anledning af faren for et oprør garnisonens forstærkning, men fik afslag. Et stort boermøde i Paardekraal besluttede den 13. december at proklamere republikkens genoprettelse og udnævnte som provisorisk ledelse Krüger, Joubert och Pretorius. Tre dage efter brød oprøret ud. Den britiske garnison i Potchefstroom blev belejret, en troppeafdeling på march blev overfaldet og splittet ved Brunkhorst spruit den 20. december, og den britiske hærleder, sir George Colley, angreb med en underlegen styrke på 1.400 man de boere, som havde angrebet i det nordlige Natal, men led nederlag ved Laing’s nek den 28. januar 1881, og efter resultatløse forhandlinger blev hærstyrken fuldstændig splittet ved Majuba hill den 27 februar, og Colley selv døde. En våbenstilstand blev indgået den 6. marts, men holdt ikke, da P. Cronje, boerlederen uden for Potchefstroom, med sin lille garnison måtte kapitulere den 19 marts. Nye forhandlinger mellem den britiske øverstbefalende sir Evelyn Wood og boerlederne resulterede den 22. marts i en aftale, hvorefter boerne blev lovet fuldstændigt selvstyre under britisk suverænitet, og efter langvarige forhandlinger under medvirken af Oranjefristatens præsident, Brand, blev den 3. august indgået konventionen i Pretoria, ifølge hvilken Transvaal fra den 8. august, da ledelsen skulle overdrages Krüger, Pretorius og Joubert, blev givet "fuldstændigt selvstyre, underlagt Hendes Majestæts suverænitet". Blandt begrænsningerne var ret for den britiske regering til at udstationere en britisk resident i Transvaal, ret til at transportere tropper gennem landet og ret til at "kontrollere statens udenrigsforbindelser, herunder medregnet indgåelse af traktater og den diplomatiske forbindelse med fremmede stater, hvilken forbindelse skal ske gennem Hendes Majestæts diplomatiske og konsulære tjenestemænd i udlandet". De tidligere bestemmelser fra 1852 mod slaveri blev gentaget, og Transvaals regering forpligtede sig til ikke at udvide statens grænser og specielt at anerkende swazifolkets selvstændighed inden for Swazilands grænser.
Boerne i Transvaal begyndte næsten med det samme at overtræde konventionens bestemmelser, idet de begyndte at oprette nybyggersamfund (republikerne Goshen og Stellaland) i Bechuanaland og at blande sig i der boende indfødtes indbyrdes stridigheder, og briterne var tvungne til militært at skride ind for at forsøge at håndhæve Pretoriakonventionens bestemmelser. Det styrende trekløver i Transvaal overdrog i maj 1883 regeringsmagten til Paul Krüger, som var blevet valgt til præsident. Han forsøgte straks at gøre sig fri fra de indskrænkninger i Transvaals fulde selvstændighed, som Pretoriakonventionen havde bestemt, og rejste med dette mål for øje i efteråret 1883 sammen med S.J. Dutoit og N.J. Smit til London for at indlede forhandlinger med den britiske koloniministern lord Derby. Boerne krævede blandt andet at den britiske suverænitet skulle ophøre, at forbuddet mod negerslaveri skulle ophæves og at Transvaal skulle have fuld råderet i spørgsmålet om forbindelser med udenlandske magter. Ingen af disse krav blev imødekommet, men lord Derby indrømmede, at i den nye aftale, Londonkonventionen af 27. februar 1884, var ordet suverænitet ikke direkte nævnt. Pretoriakonventionens artikler blev erstattet af andre, men briterne fastholdt deres overordnede suverænitet. Der gennemførtes en mindre grænseregulering til fordel for Transvaal i forhold til Bechuanaland, og Transvaals regering lovede at forhindre sine medborgere i at trænge videre end de nye grænser. Også i henseende til udenrigsforbindelser gjordes indrømmelser, idet det blev bestemt, at "Sydafrikanske Republik  skal ikke indgå nogen traktat eller aftale med nogen stat eller nation bortset fra Oranjefristaten eller med nogen indfødt stamme øst eller vest for republikken, forinden denne er godkendt af H. M. dronningen". Bestemmelsen fra 1881 om swasifolkets selvstændighed blev gentaget, ligeledes slaveriforbuddet, og der blev fastlagt nærmere bestemmelser angående alle hvide indbyggeres bevægelses- og handelsfrihed indenfor republikken og deres fritagelse fra al form af særbeskatning.
Trods den nye konvention fortsatte boerovergrebene i Bechuanaland, og mod øst fik Transvaals boere vidtgående privilegier i Swaziland og Zululand med det åbenlyse mål at indlemme disse områder i republikken; en del af Zululand blev faktisk i 1888 inkorporeret i Transvaal som "distriktet Vryheid".

### Guldforekomster og "uitlanders"
Samtidig skete der en stærk udvikling i Transvaal takket være opdagelsen af rige guldforekomster indenfor dets område. Guld var blevet fundet i Lydenburg og Zoutpansberg allerede i 1869, men systematisk guldminedrift blev først igangsat i 1884 i Barberton, og i 1886 begyndte man at udnytte de rige guldforekomster ved Witwatersrand, hvor også byen Johannesburg samme år blev grundlagt. Med guldminedriftens hurtige opsving fulgte, at der nu strømmede tusindvis af udlændinge (uitlanders) af mange nationaliteter til Transvaal, de fleste britiske undersåtter, hvilket førte til, at der snart opstod alvorlige konflikter mellem disse migranter og den yderst reaktionære regering i Transvaal under Krügers ledelse.
En gruppe hollandske og tyske kapitalister fik i 1884 monopol på alle jernbaner i Transvaal. Jernbanen fra Delagoa Bay til grænsen mellem portugisisk område og Transvaal, der blev færdig i 1887, blev i 1895 forlænget frem til Pretoria, hvorved Transvaal fik en adgangsvej til havet, som ikke var underlagt englændernes kontrol. Samtidig modsatte Krüger sig alle forsøg på at få Transvaal med i en af Kapstaden planlagt sydafrikansk toldunion. Tværtimod søgte han få etableret en direkte jernbaneforbindelse gennem Swasiland til en havn ved Kosi Bay i Tongaland, men den britiske regering stillede som betingelse for dette blandt andet Transvaals tilslutning til en toldunion, og en konvention herom fra 1890 trådte som følge af Transvaals modvilje aldrig i kraft. Derimod accepterede den britiske regering i 1894, at Swasiland blev stillet under Transvaals beskyttelse og forvaltning. Et forsøg på fra Transvaals side at oprette en fristat nord for Limpopo i Mashonaland mislykkedes. Den 13. marts 1894 indgik Oranjefristaten, hvor briterne efter præsident Brands død 1889 havde mistet megen indflydelse, et traktat med Transvaal om gensidig hjælp mod trusler eller angreb udefra.
Konflikten mellem "uitlanders" eskalerede som følge af den høje afgift for minedriften, dynamitmonopolet, den høje jernbanetarif og den dyre arbejdsløn, mens staten samtidig bragte sine finanser i en orden.
Stridighederne med indvandrede "uitlanders" begyndte for alvor i 1890, da det som et krav for at kunne stemme blev bestemt, at vælgere mindst skulle have boet i landet i 10 år efter indrullering i feltkornetternes mandtalslængder. Dette krav mødte modstand hos en gruppe migranter, som i 1892 fik sin repræsentation i form af den af Ch. Leonard stiftede forening Transvaal national union, hvis program var lige ret for alle medborgere i Transvaal. En fornyet konflikt udbrød i 1894 i forbindelse med spørgsmålet om de i Transvaal boende britiske undersåtters militære tjenestepligt ved ekspeditioner mod skattenægtende indfødte (andre udlændinge var traktatmæssigt fritaget fra skat). En ny valglov samme år udvidede bosættelsesperioden til 14 år og tillagde en rad yderligere vilkår, som gjorde tildeling af stemmeret helt beroende af regeringens velvillighed. Dette førte til den første underskriftindsamling om stemmeret i august 1895, hvor 35.483 uitlanders skrev under. Samme efterår indtraf en alvorlig konflikt med den britiske regering som følge af Krügers beslutning den 1. oktober om at spærre færgeoverfarterne over Vaal-floden for import af varer kommet over havet, hvilket tiltag havde til formål at tvinge importen over til Delagoa-bay-ruten og det hollandske monopolselskabs jernbane. Den britiske regering protesterede med henvisning til Londonkonventionen, og med truslen om krig måtte Krüger bøje af og ophæve afspærringen den 5. november.
Et andet problem var, at det monopolsystem, som Transvaals regering gjorde brug af, gjorde, at alle fornødenheder blev ekstraordinært dyre. Tilsammen skabte dette en revolutionær stemning blandt "uitlanders".

### Det mislykkede "uitlanders"-oprør
I 1895 dannede der sig derfor i Johannesburg et komplot med det formål med magt at vælte boernes herredømme, og lederne trådte i forbindelse med Cecil Rhodes, styreren af Chartered Company, der ejede landet nordvest for Transvaal. Under den dybeste fred brød Rhodes’ højre hånd, dr. Jameson, den 29. december 1895 fra Mafeking med 800 mand ind i Transvaal for at forene sig med de utilfredse uitlanders i Johannesburg. Boerne havde dog fået nys om hans forehavende og tvang ham 1. januar 1896 til at overgive sig med alle sine folk ved Krugers-dorp. Lederne af bevægelsen i Johannesburg blev dømte til døden eller fængsel, men alle benådede, Jameson blev udleveret til englænderne. Den engelske regering fralagde sig al forbindelse med de folk, der havde foretaget et så groft brud på folkeretten, men koloniministeren Chamberlain støttede dog på alle måder uitlanders’ krav på stemmeret, hvad boerne bestemt modsatte sig, dels fordi uitlanders efterhånden var komne i flertal, og boerne således ville miste herredømmet i deres eget land, dels fordi uitlanders talte mange eventyrere og løse fugle, som ikke ville fæste bo i landet men forsvinde så snart, de havde tjent sig en formue.

### Boer-krigen
Spændingen voksede imidlertid fra år til år; boerne benyttede tiden til at forsyne sig med krigsmateriel over Delagoa-Bugten og til at slutte et nært forsvarsforbund med søsterrepublikken Oranjefristaten, mens samtidig englænderne forstærkede deres troppestyrke i Sydafrika og trak tropper sammen langs Transvaals grænser.
Den 9. oktober 1899 opfordrede præsident Kruger englænderne til at trække deres tropper bort fra grænsen, og da englænderne vægrede sig, begyndte krigen den 12. oktober 1899. Begyndelsen var meget heldig for boerne, men efter general Cronje’s kapitulation i februar 1900 udbredte englænderne, der efterhånden havde samlet en mægtig hær i Sydafrika, sig over hele Transvaal, og til trods for Botha, Delarey, De Wet og andres heltemodige kampe måtte boerne bukke under for overmagten og slutte Freden i Vereeniging 15. maj 1902, hvorved England annekterede hele landet. I de første år efter anneksionen holdt spændingen mellem boerne og englænderne sig, men efter at der 1906 var indført selvstyre, bedredes forholdet. Boernes overgeneral i krigen Louis Botha blev Transvaals første præsident.

### Den sydafrikanske union
I 1909 vedtog parlamenterne i Kapstaten, Natal, Oranjefristaten og Transvaal en statslig sammenslutning, og 1. maj 1910 trådte Transvaal ind som provins i Den Sydafrikanske Union. Ved 1. Verdenskrigs begyndelse i 1914 deltog et antal boere i det vestlige Transvaal i rejsningen mod England, men hovedmassen under Botha og Smuts ledelse forblev loyale. I foråret 1914 var der også en del uroligheder i minedistrikterne, men i øvrigt har forholdene i det indre været rolige til trods for den store forskel i levevis og livsopfattelse mellem de meget konservative "Back-Veld"-Boere og de stærkt demokratiske elementer i minedistrikterne.